# Club Deportivo Baza
El Club Deportivo Baza era un club de fútbol español de la localidad granadina de Baza. Jugaba como local en el Estadio Constantino Navarro. El equipo participaba en Primera Andaluza desde que descendió de Tercera División en la temporada 2010/11.

## Historia
En 1980 el Baza participó por primera vez en la Tercera División española. Después de ocho años, el club relativamente anónimo desaparece de fútbol profesional. En 1993 el club vuelve después de un fuerte primer año (quinto lugar) degrada el club tres temporadas más tarde. En 2001 el CD Baza vuelve a Tercera División, ahora con más éxito. En la temporada 2004/05 se proclama campeón de su grupo y asciende a Segunda División B después de los playoffs. En su primera temporada,  el club se mantiene en la categoría de bronce tras jugar los play-out. En la temporada 2006/07, alcanza su máximo logro en su historia alcanzando el duodécimo lugar. Un año más tarde, el CD Baza desciende de nuevo a Tercera División.
En total, el club jugó 19 años en Tercera División y 3 temporadas en Segunda División B.

## Temporadas
| Temporada | Categoría | Posición | Copa del Rey |
| --------- | --------- | -------- | ------------ |
| 1970–80   | Regional  | —        |              |
| 1980/81   | 3.ª       | 8º       |              |
| 1981/82   | 3.ª       | 7º       |              |
| 1982/83   | 3.ª       | 13º      |              |
| 1983/84   | 3.ª       | 12º      |              |
| 1984/85   | 3.ª       | 14º      |              |
| 1985/86   | 3.ª       | 7º       |              |
| 1986/87   | 3.ª       | 17º      |              |
| 1987/88   | 3.ª       | 20º      |              |
| 1987–93   | Regional  | —        |              |
| 1993/94   | 3.ª       | 5º       |              |
| 1994/95   | 3.ª       | 16º      |              |
| 1995/96   | 3.ª       | 13º      |              |
| 1996/97   | 3.ª       | 19º      |              |
| 1997–00   | Regional  | —        |              |

| Temporada | Categoría | Posición | Copa del Rey |
| --------- | --------- | -------- | ------------ |
| 2000/01   | 1ª And.   | 2º       |              |
| 2001/02   | 3.ª       | 8º       |              |
| 2002/03   | 3.ª       | 14º      |              |
| 2003/04   | 3.ª       | 7º       |              |
| 2004/05   | 3.ª       | 1º       |              |
| 2005/06   | 2ªB       | 16º      |              |
| 2006/07   | 2ªB       | 12º      |              |
| 2007/08   | 2ªB       | 16º      |              |
| 2008/09   | 3.ª       | 5º       |              |
| 2009/10   | 3.ª       | 17º      |              |
| 2010/11   | 3.ª       | 18º      |              |
| 2011/12   | 1ª And.   | 14º      |              |
| 2012/13   | 1ª And.   | 5º       |              |
| 2013/14   | 1ª And.   | 3º       |              |
| 2014/15   | 1ª And.   | -        |              |

- 3 Temporadas en Segunda División B
- 19 Temporadas en Tercera División

## Jugadores famosos
- Juan Vojvoda
- Kaster Bindoumou
- Prince Asubonteng
- Aldo Adorno
- Rubén Pazos
- Álvaro del Moral

- Datos: Q2979863